# The Struggle Everlasting
Pour plus de détails, voir Fiche technique et Distribution.
The Struggle Everlasting est un film dramatique américain de 1918, réalisé par James Kirkwood. Il est basé sur une pièce de théâtre de 1907, The Struggle Everlasting, d'Edward Milton Royle.
The Struggle Everlasting, distribué par Arrow Film Corporation, est considéré comme un film perdu.

## Casting
- Florence Reed : Body, alias Lois
- Milton Sills : Mind, alias Bruce
- Irving Cummings : Soul, alias Dean
- Wellington Playter : Champion Pugilist, alias Bob Dempsey

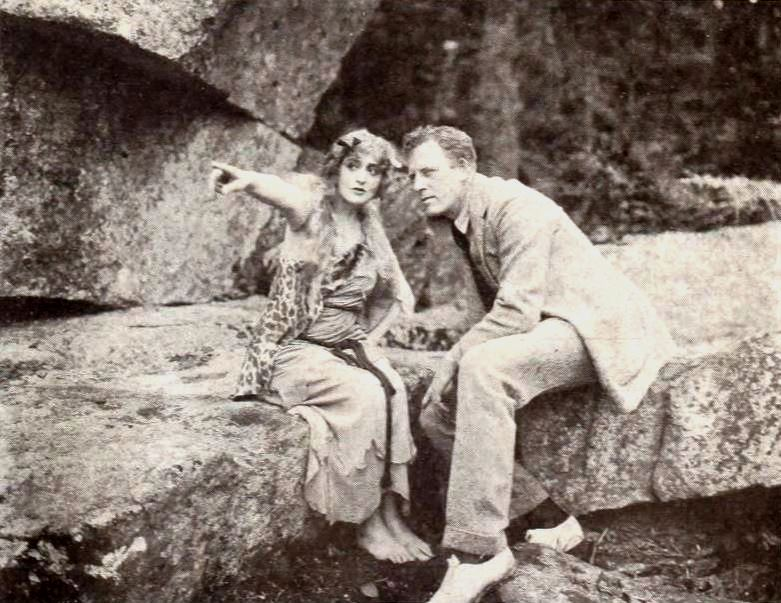
Florence Reed et James Kirkwood Sr.

- E. J. Ratcliffe : un banquier